# Rollston

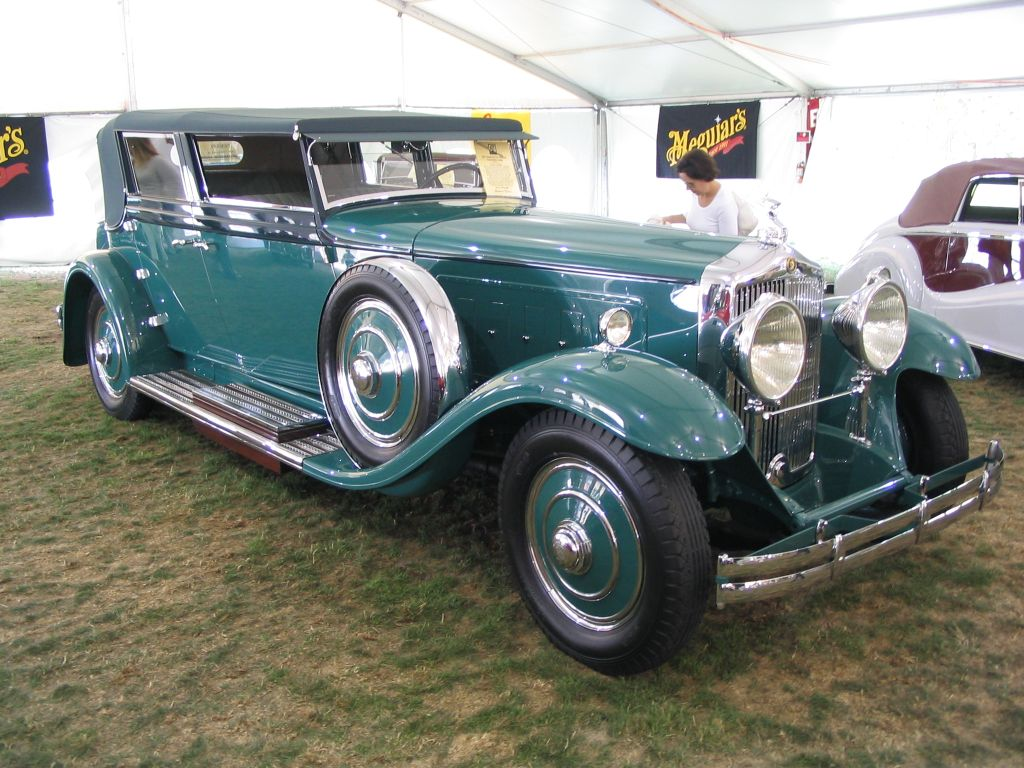
Minerva 8 Al Rollston uit 1931

Rollston was een Amerikaanse autocarrosseriebouwer van 1921 tot 1938.
Het in New York gevestigde bedrijf begon als carrosseriehersteller. Rollston werd opgericht door Harry Lonschein (1886-1977), die het vak had geleerd bij een andere beroemde Amerikaanse carrosseriebouwer: Brewster & Co., een van de oudste koetswerkbouwers in de Verenigde Staten. Toen Rolls-Royce in 1921 een fabriek opende in de VS richtte Lonschein samen met partners Sam Blotkin en Julius Veghso een eigen bedrijf op. Rollston begon al snel carrosserieën te bouwen, eerst voor Rolls-Royce, waar het bedrijf naar genoemd was, en later ook voor andere merken zoals Minerva en Packard. Van de ongeveer 700 carrosserieën die Rollston bouwde was de meerderheid voor Packard. Rollston specialiseerde zich in de Town Car, een limousine die vooraan open is en achteraan gesloten. Het bedrijf bouwde niet alleen nieuwe koestwerken, maar herstelde en wijzigde ook bestaande carrosserieën. Toen koetswerkbouwer Holbrook in 1930 failliet ging nam Rollston een aantal van diens werknemers over en dankzij hen ging men ook voor Duesenberg werken.
Het bedrijf overleefde de Grote Depressie in de jaren 1930 dankzij de kwaliteit van het afgeleverde werk. Maar meer en meer merken begonnen hun koetswerken zelf te bouwen, en het tijdperk van de onafhankelijke carrosseriebouwers liep ten einde. Rollston ging in 1938 failliet. Na het faillissement werd het bedrijf gereorganiseerd tot een nieuw bedrijf: Rollson - zonder "t". Rollson werkte eerst samen met Packard en raakte tijdens de Tweede Wereldoorlog ook betrokken bij de productie van uitrusting voor schepen.